# ۴۴۴ (میلادی)

## رویدادها
- فلاویوس آییتیوس الانان را در اطراف اورلئان سرکوب کرد تا به ناآرامی‌های برتانی بپردازد.
- آتیلا اقامتگاه خود را در امتداد رود تیسزا (مجارستان کنونی) بنا نهاد.

## مرگ‌ها
- سیریل اسکندریه الهی‌دان مصری